# 阿道夫·施皮斯
阿道夫·施皮斯（Adolf Spiess，1810年2月3日—1858年5月9日）前德國體育教育家，是德國自由體操和團體操的創始人和先師。
施皮斯精於體操和劍術，在他23歲時去瑞士部格多夫的裴斯泰洛齊創辦的學校裡教授體澡、音樂、繪畫和寫作課程。在體育教學方而他創造了一套以四肢軀幹活動為主的室內「自由活動」體操，通過徒手操練的形式為後世團體操的出籠打下了基礎。同時他還創造了以音樂韻律的體操形式，為後世競技體操中的自由體操與韻律操的出台起到了先師之勞，在他任教期間建立德國最早的體育館、活動室，內設各種運動設備，以供學員使用。並提倡女子韻律體操運動。1852年─1854年舉辦了多期自由體操師資的訓練班，使自由體操成了一門主課。他創編了的教育體操曾長期在國外流傳，使德國體操運勸蓬勃發展。著有《體操術理論》、《學校體操》等。